# Йоганн Баушінгер
Йоганн Баушінґер (нім. Johann Bauschinger; 11 червня 1834, Нюрнберг — 25 листопада 1893, Мюнхен) — німецький математик, інженер-механік з випробувань будівельних матеріалів.
З 1850 року навчався в Політехнічній школі, з 1853 року — в Мюнхенському університеті, де вивчав математику, фізику, астрономію. Закінчивши університет в 1857 році, викладав математику й фізику в фаховій школі в м. Фюрт, потім у гімназії в Мюнхені. У 1865–1868 рр. був асистентом-спостерігачем в обсерваторії поблизу Мюнхена.
1868 р. І. Баушінґер був запрошений на посаду професора кафедри механіки в Мюнхенську вищу технічну школу (тепер Мюнхенський технічний університет). Тут у 1870 році він організував лабораторію випробувань матеріалів, у якій були виконані важливі дослідження механічних властивостей сталей, цементних, дерев'яних і кам'яних матеріалів. Баушінґер досліджував вплив температурної дії, повторних навантажень на металеві будівельні матеріали. Відкрив ефект названий на його честь ефектом Баушінґера.
З метою стандартизації методів будівництва та будівельних матеріалів у 1884 році він скликав конференцію-нараду експертів у Мюнхені, ініціював аналогічні конференцію в Дрездені (1886 р.) та міжнародну конференцію в Берліні (1890 р.).
З 1884 р. він був головою сформованої Мюнхенською конференцією комісії зі стандартизації методик випробувань матеріалів. На основі цієї комісії у 1896 році була створена Німецька асоціація випробувань матеріалів.